# 1912年ストックホルムオリンピックの南アフリカ選手団
1912年ストックホルムオリンピックの南アフリカ選手団（1912ねんストックホルムオリンピックのみなみアフリカせんしゅだん）は、1912年5月5日から7月27日にかけてスウェーデンの首都ストックホルムで開催された1912年ストックホルムオリンピックの南アフリカ選手団、およびその競技結果。

## 概要
今大会は金メダル4個、銀メダル2個の合計6個のメダルを獲得した。

## メダル
| メダル | 選手名                                      | 競技   | 種目                 |
| ------ | ------------------------------------------- | ------ | -------------------- |
| 金     | ケネス・マッカーサー                        | 陸上   | 男子マラソン         |
| 金     | チャールズ・ウィンスロー                    | テニス | 男子シングルス屋外   |
| 金     | チャールズ・ウィンスロー ハロルド・キトソン | テニス | 男子ダブルス屋外     |
| 金     | ルドルフ・ルイス                            | 自転車 | 男子個人ロードレース |
| 銀     | クリスチャン・ギッシャム                    | 陸上   | 男子マラソン         |
| 銀     | ハロルド・キトソン                          | テニス | 男子シングルス屋外   |